# Aeroportul Green River
Aeroportul Green River (IATA: GVI, ICAO: AYGV) este un aeroport din Papua Noua Guinee.
aeroportul dispune de o singură pistă.